# Hexarthra fennica
Hexarthra fennica är en hjuldjursart som först beskrevs av K.M. Levander 1892.  Hexarthra fennica ingår i släktet Hexarthra och familjen Hexarthridae. Arten är reproducerande i Sverige. Inga underarter finns listade i Catalogue of Life.